# Репетиција геометријских тела

### Репетиција геометријских тела
Свуда око нас налазе се примери у којима можемо уочити репетицују
односно понављање различитих геометријских тела.
- Примери: Летвице које чине клупу, полице, црепови на

крововима,плочице на поду,врата, прозори, зидови, разни примери из 
архитектуре.
- Хармонија: Различито понављање геометријских фигура, како у дизајну

ентеријера тако и у архитектури помаже стварању нових целина али и 
добијању осећаја хармоније.
- Ритам: Код репетиције важни су симетрија и ритам понављања одређених

тела. Ритам репетиције може визуелно да нагласи геометријске фигуре и сам 
њихов изглед.

##### Примена репетиције
Принцип репетиције тј. понављања користи се на
различите начине и у многобројне сврхе.
- Архитектура

Архитектура је широко поље у уметности а репетиција геометријских 
фигура је у њој веома значајна и често примењивана. Само понављање кућа, 
зграда, и осталих грађевина дуж улице, које су у ствари геометријска тела, 
представљају један пример репетиције.
- Ентеријер и екстеријер

Типичан пример репетиције геометријских тела који се користи у ентеријеру 
али и у екстеријеру јесу степенице. Понављање степеника, поред њихове 
саме функционалности, чини веома занимљиву репетицију. Пројектовањем 
различитих геометријских тела правилних или неправилних облика, на начин 
редања и понављања у одређеном ритму, добијамо заправо репетицију 
која формира ново геометријско тело односно степенице. Посебан изазов 
у пројектовању савремених ентеријера је обликовање зидова у виду 
оригиналних геометризованих облика и њихових репетиција.